# بم خیل
بم خیل (به انگلیسی: Bam Khel) یک روستا در پاکستان است که در خیبر پختونخوا واقع شده‌است. بم خیل ۱۵۴ کیلومتر مربع مساحت و ۳۰٬۰۰۰ نفر جمعیت دارد.